# 霍爾頓 (印第安納州)
霍爾頓（英語：Holton）是一個位於美國印地安納州里普利縣的城鎮。

## 人口
根據2010年美國人口普查的數據，霍爾頓的面積為4.69平方千米，當中陸地面積為4.69平方千米，而水域面積為0.00平方千米。當地共有人口480人，而人口密度為每平方千米102人。